# Албански партизански отряд
Албански народоосвободителен партизански отряд, още известен като Албанска партизанска чета е комунистическа партизанска единица във Вардарска Македония, участвала във въоръжената комунистическа съпротива във Вардарска Македония по време на Втората световна война.
Формиран е през юли 1943 година на територията на Първа оперативна зона на НОВ и ПОМ от албанци от други единици в зоната и новодошли партизани. Заедно с мавровския отряд на Първа оперативна зона напада електрическата централа при Връток, както и в бойни действия по линията Гостивар-Дебър. На 5 октомври 1943 отряда заедно с Косово-метохийския батальон „Рамиз Садику“ разбиват немско-балистка колона. След това заедно с кичевския народоосвободителен батальон побеждават други немско-балистки сили, които настъпват към Кичево. На 1 ноември при село Другово батальона разоръжава 70 балисти
На 5 ноември отрядът е разформирован, а неговите части влизат в състав на бойна единица на първа оперативна зона. На 14 август 1944 година от албанците от Кичевско, Дебърско и Струшко се създава отново Кичевско-дебърски отряд, който на 26 август става основата за създаване на четвърта македонска албанска бригада.